# SN 2006tn
SN 2006tn – supernowa typu Ia odkryta 17 grudnia 2006 roku w galaktyce A020536-0508. Jej maksymalna jasność wynosiła 23,20m.